# Skwilsi'diabsh
Skwilsi'diabsh, jedna od četiri skupine Snohomish Indijanaca (jezična porodica Salishan), koji su živjeli od Preston Pointa, iznad Everetta, do južnog vrha otoka Camano, uključujući selo u Marysvilleu i Tcatcthlks nasuprot Tulalipa na zaljevu Tulalip, u saveznoj američkoj državi Washington.